# Sportfreunde Rot-Weiß Paderborn
Die Sportfreunde Rot-Weiß Paderborn war eine Kriegsspielgemeinschaft aus Paderborn. Die erste Fußballmannschaft spielte ein Jahr in der seinerzeit erstklassigen Gauliga Westfalen.

## Geschichte
Während des Zweiten Weltkriegs schlossen sich die Vereine VfJ 08 Paderborn und SV Paderborn zu einer Kriegsspielgemeinschaft zusammen. Schon in der Saison 1940/41 machte der Verein durch einen überraschenden 3:2-Sieg in der zweiten westfälischen Qualifikationsrunde für den Tschammerpokal, dem Vorläufer des DFB-Pokals über den Gauligisten Borussia Dortmund für Aufsehen. Die Qualifikation für die Reichsebene wurde jedoch verpasst. Drei Jahre später wurde die im Volksmund als „Panzermannschaft“ bezeichneten Sportfreunde in die seinerzeit erstklassige Gauliga Westfalen aufgenommen. Die Paderborner wurden in die Staffel 3 eingeteilt, wo sie jedoch nur zwei Spiele austragen konnten. Dabei schlugen die Sportfreunde Union Herford mit 3:0 und den SV 07 Neuhaus gar mit 5:0. Im September 1944 wurde der Spielbetrieb eingestellt. Die Kriegsspielgemeinschaft wurde nach Kriegsende wieder aufgelöst und beide Vereine gingen wieder getrennten Wege. Im Jahre 1969 fusionierten beide Vereine zum 1. FC Paderborn.